# Synaphea tamminensis
Synaphea tamminensis är en tvåhjärtbladig växtart som beskrevs av Alexander Segger George. Synaphea tamminensis ingår i släktet Synaphea och familjen Proteaceae. Inga underarter finns listade i Catalogue of Life.